# Vireos

Das Verbreitungsgebiet der Vireos in Nord-, Mittel- und Südamerika

Die Vireos (Vireonidae) sind eine Familie in der Ordnung der Sperlingsvögel (Passeriformes), die mit vier Gattungen in der Neuen Welt und mit zwei Gattungen (Erpornis und Pteruthius) auch in Südasien vorkommt. Es gibt insgesamt etwa 60 Arten.

## Merkmale
Vireos sind kleine, wegen ihrer meist unscheinbaren Färbung und ihres Verhaltens oft sehr unauffällige, Vögel. Ihr Gesang ist sehr ausgeprägt und wird im Frühjahr und Sommer von beiden Geschlechtern vorgebracht. Im Gegensatz zu vielen anderen Singvögeln singen Vireos oft auch während der Mittagshitze.
Ihre Größe reicht von 10 bis 16 Zentimetern Länge bei einem Gewicht von 8 bis 40 Gramm. Die stets becherförmigen Nester sind meist an gegabelten Zweigen befestigt. Das Weibchen legt weiße Eier mit verschiedenfarbigen Flecken.

## Lebensraum und Lebensweise
Vireos sind vom südlichen Kanada über die USA, Mexiko, Mittelamerika und Südamerika bis nach Nordargentinien verbreitet. Viele Arten sind Zugvögel, die entweder vom Norden oder vom Süden alljährlich die äquatorialen Wälder aufsuchen. Diese Vögel bevölkern eine breite Spanne von Lebensräumen. Es gibt sie auch in Buschlandschaften und Mangrovenwäldern, einige Arten bevorzugen die Baumkronen, andere das Unterholz.
Vireos picken Insekten und andere Wirbellose von den Blättern ab. Im Winter dienen auch Beeren und Sämereien als Nahrung.

## Systematik
Die Familie der Vireos wurde 1837 durch den englischen Ornithologen William Swainson erstmals wissenschaftlich beschrieben. Sie gehören innerhalb der Singvögel zur Überfamilie Corvoidea. Ihre Verwandtschaftsbeziehungen zu anderen Vogelfamilien der Corvoidea sind aber immer noch ungeklärt. Innerhalb der Vireos sind die südasiatischen Würgervireos (Pteruthius) die Schwestergruppe aller übrigen Gattungen. Von der evolutionären Hauptlinie der Vireos hat sich die Gattung Pteruthius unterschiedlichen Berechnungen zufolge schon vor etwa 23 oder 15 Millionen Jahren abgespalten. Der ebenfalls in Südasien vorkommende Haubenvireo (Erpornis zantholeuca) ist wiederum die Schwestergruppe der restlichen, in der neuen Welt vorkommenden Vireos. Er hat sich vor 12,5 bis 22,5 Millionen Jahren von ihnen getrennt. Da die Trennung der südasiatischen Gattungen von den amerikanischen Vireos schon vor so langer Zeit erfolgte, wurde Mitte 2022 vorgeschlagen sie in eigenständige Familien zu klassifizieren, die Pteruthiidae für die Gattung Pteruthius und die Erpornithidae für die Gattung Erpornis.

## Gattungen und Arten
Es gibt sechs Gattungen mit etwa 60 Arten.
- Großschnabelvireos (Cyclarhis)

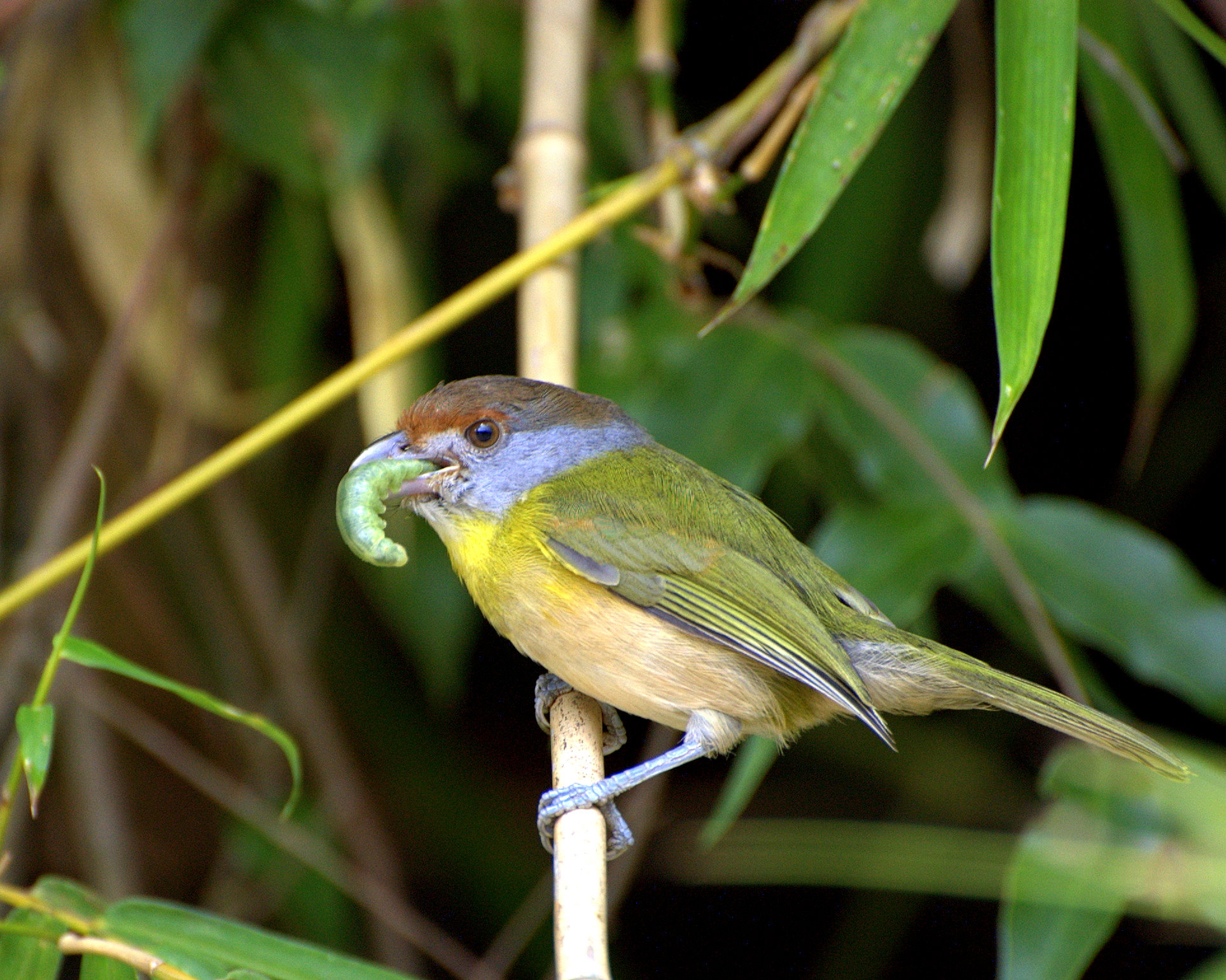
Rostbrauenvireo (Cyclarhis gujanensis)

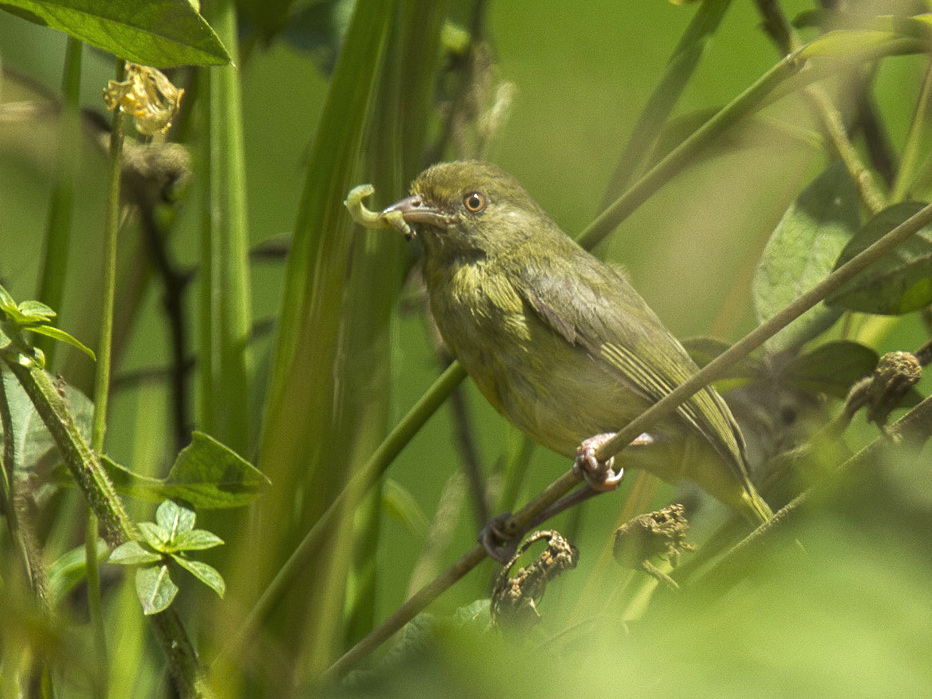
Olivvireo (Hylophilus olivaceus)

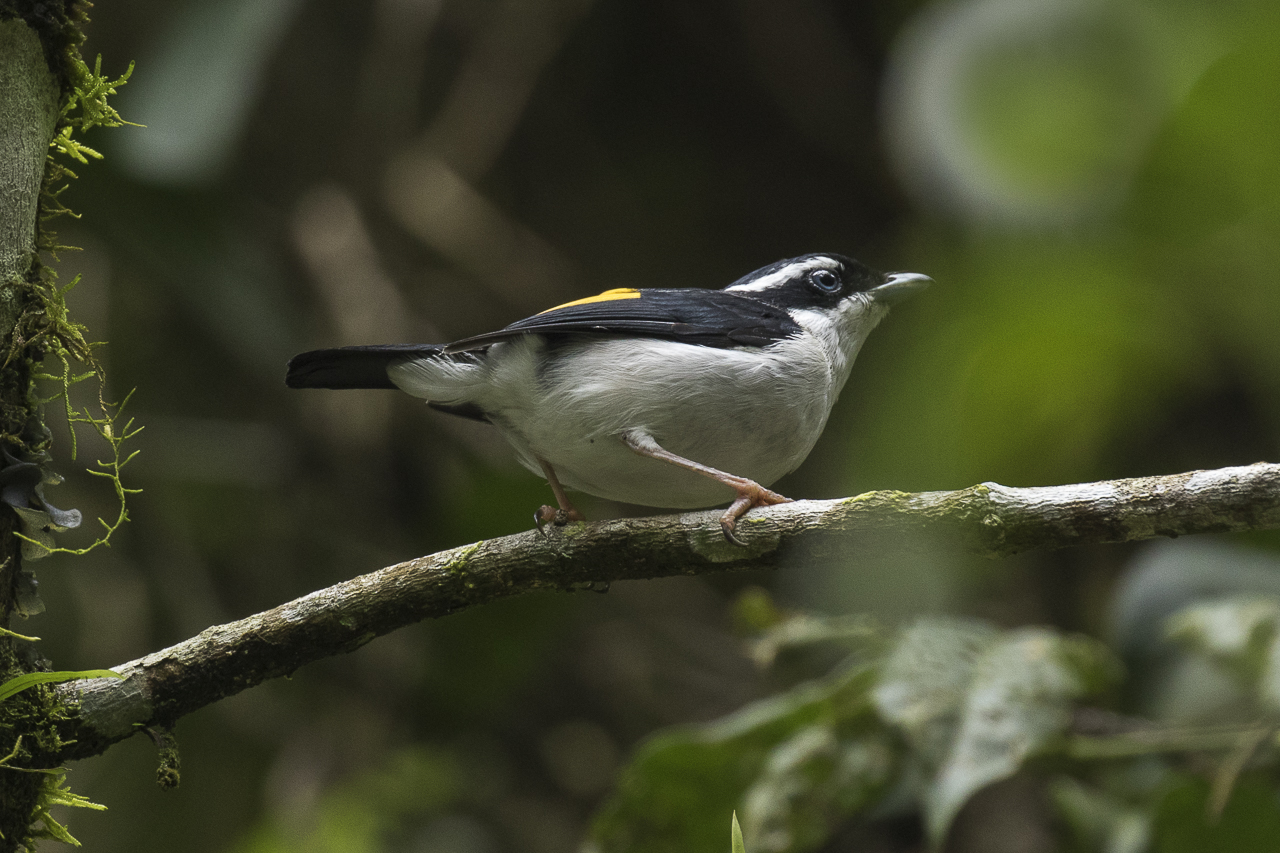
Weißbrauen-Würgervireo (Pteruthius flaviscapis)

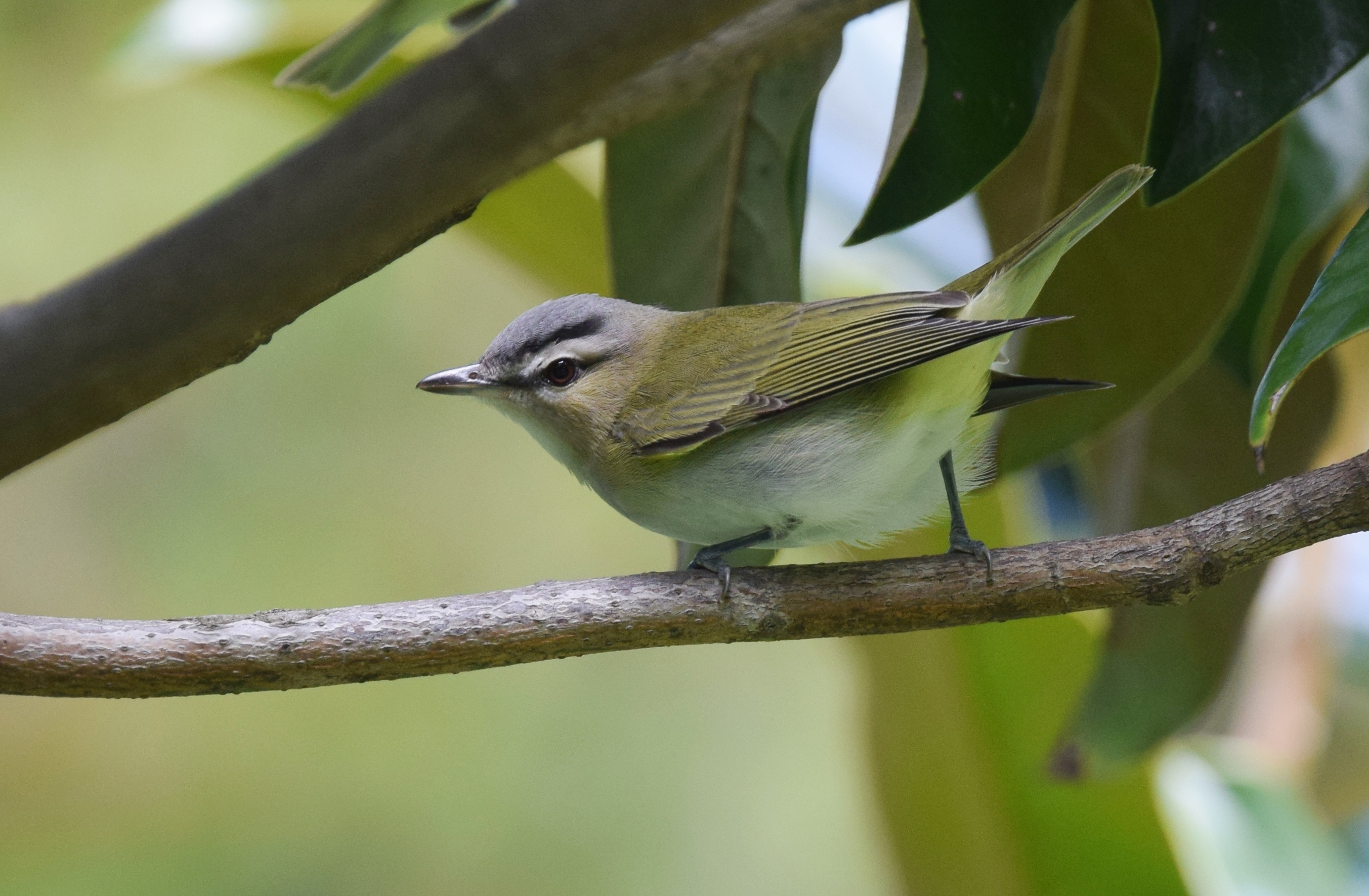
Rotaugenvireo (Vireo olivaceus)

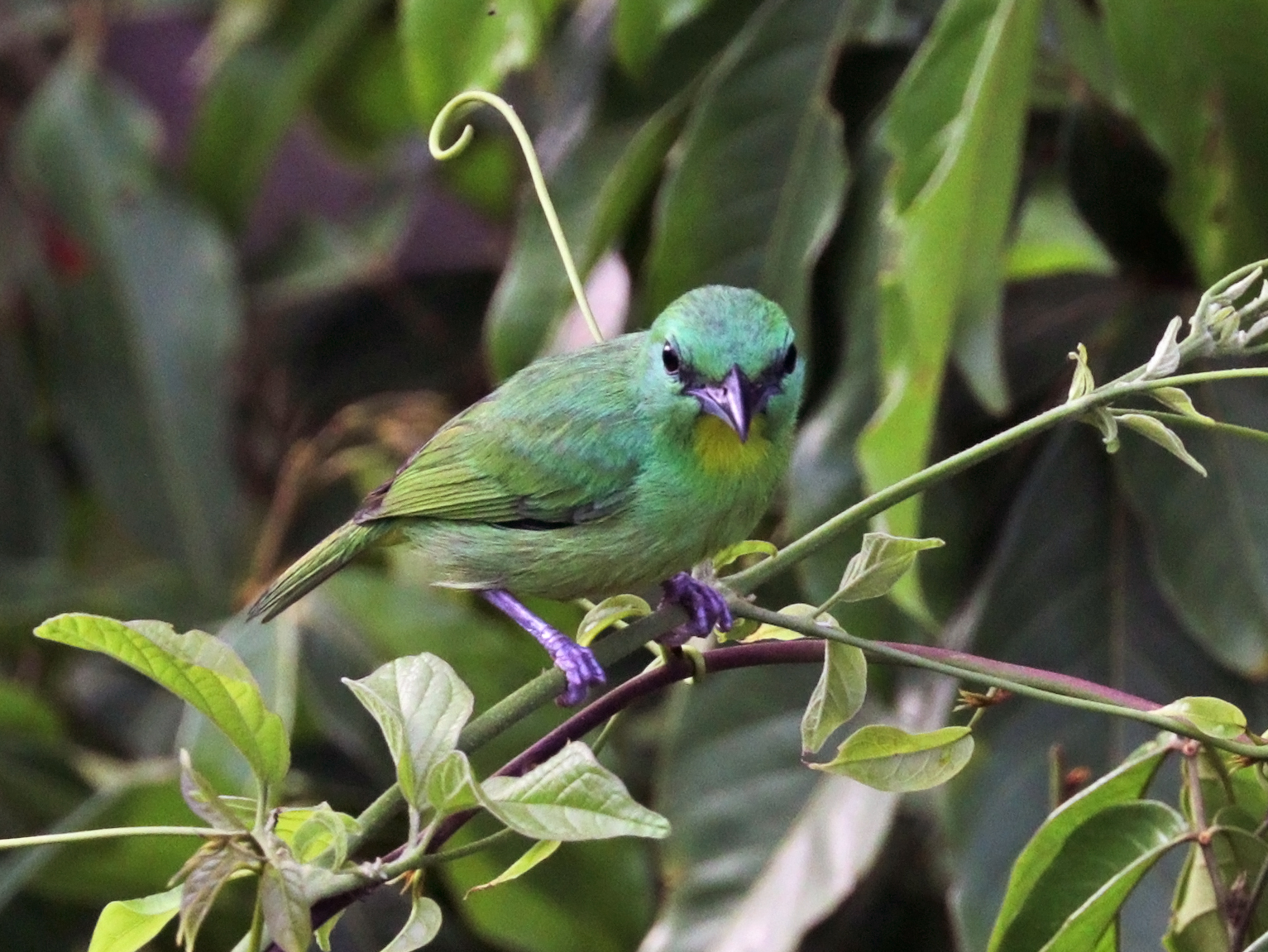
Smaragdvireo (Vireolanius pulchellus)

  - Rostbrauenvireo (Cyclarhis gujanensis)
  - Schwarzschnabelvireo (Cyclarhis nigrirostris)
- Erpornis
  - Haubenvireo (Erpornis zantholeuca)
- Hylophilus
  - Rostkappenvireo (Hylophilus poicilotis)
  - Grauaugenvireo (Hylophilus amaurocephalus)
  - Rio-de-Janeiro-Vireo, früher Gelbbrustvireo (Hylophilus thoracicus)[6]
  - Graubrustvireo, früher Graunackenvireo (Hylophilus semicinereus)
  - Aschkopfvireo (Hylophilus pectoralis)
  - Braunkopfvireo (Hylophilus brunneiceps)
  - Rostnackenvireo (Hylophilus semibrunneus)
  - Goldstirnvireo (Hylophilus aurantiifrons)
  - Braunstirnvireo (Hylophilus hypoxanthus)
  - Braunwangenvireo (Hylophilus muscicapinus)
  - Buschvireo (Hylophilus flavipes)
  - Olivvireo (Hylophilus olivaceus)
  - Fuchsscheitelvireo (Hylophilus ochraceiceps)
  - Graukappenvireo (Hylophilus decurtatus)
- Würgervireos (Pteruthius)
  - Rotbauch-Würgervireo (Pteruthius rufiventer)
  - Weißbrauen-Würgervireo (Pteruthius flaviscapis)
  - Himalajawürgervireo (Pteruthius ripleyi)
  - Rostflügel-Würgervireo (Pteruthius aeralatus)
  - Dalatwürgervireo (Pteruthius annamensis)
  - Grünwürgervireo (Pteruthius xanthochlorus)
  - Zimtkehl-Würgervireo (Pteruthius melanotis)
  - Rotstirn-Würgervireo (Pteruthius aenobarbus)
  - Rostbrust-Würgervireo (Pteruthius intermedius)
- Eigentliche Vireos (Vireo)
  - Bartvireo (Vireo altiloquus)
  - Blaukopfvireo (Vireo solitarius)
  - Braunaugenvireo (Vireo bellii)
  - Braunkappenvireo (Vireo leucophrys)
  - Chocovireo (Vireo masteri)
  - Dickschnabelvireo (Vireo crassirostris)
  - Gelbkehlvireo (Vireo flavifrons)
  - Karibenvireo (Vireo caribaeus)
  - Rotaugenvireo (Vireo olivaceus)
  - Sängervireo (Vireo gilvus)
  - Schlichtvireo (Vireo philadelphicus)
  - Weißaugenvireo (Vireo griseus)
  - Zitronenflankenvireo (Vireo flavoviridis)
- Vireolanius
  - Brustbandvireo (Vireolanius melitophrys)
  - Gelbbrauenvireo (Vireolanius eximius)
  - Schieferkopfvireo (Vireolanius leucotis)
  - Smaragdvireo (Vireolanius pulchellus)

Die Gattung Vireo, die eigentlichen Vireos, sind mit 31 Arten über Nord-, Mittel- und Südamerika verbreitet. Bei den in den USA brütenden Arten handelt es sich, mit Ausnahme des Huttonvireos (Vireo huttoni), um Zugvögel, die im Winter äquatornahe Wälder aufsuchen. Der Rotaugenvireo (Vireo olivaceus) ist die am weitesten verbreitete Art und zieht im Winter bis in das Amazonas-Gebiet. Bisher steht eine Art, der Schwarzkopfvireo (Vireo atricapillus), auf der ICBP-Liste der bedrohten Vögel. Die 15 Arten der Gattung Hylophilus sind die kleinsten Vireos und kommen ausschließlich in den Tropen von Mittel- und Südamerika vor.